# Uriellopteromalus subplanithorax
Uriellopteromalus subplanithorax är en stekelart som beskrevs av Girault 1915. Uriellopteromalus subplanithorax ingår i släktet Uriellopteromalus och familjen puppglanssteklar. Inga underarter finns listade i Catalogue of Life.